# 옷방
옷방은 가정에서 옷을 보관하고 갈아입는 방이다. 유의어로 탈의실이라고 부르며, 다른 의미는 드레스실 또는 드레스룸이라고 가리킨다.